# Harrison Glacier (glaciär i Antarktis)
Harrison Glacier är en glaciär i Antarktis. Den ligger i Östantarktis. Australien gör anspråk på området. Harrison Glacier ligger 99 meter över havet.
Terrängen runt Harrison Glacier är platt åt sydväst. Havet är nära Harrison Glacier norrut.  Trakten är obefolkad. Det finns inga samhällen i närheten.